# Zwei!!
Zwei!! (ツヴァイ!!) est un jeu vidéo de type action-RPG développé et édité par Nihon Falcom, sorti à partir de 2001 sur Windows, PlayStation 2 et PlayStation Portable. Le jeu est réédité sur Steam en 2018 sous le titre Zwei: The Arges Adventure
Il a pour suite Zwei II.